# 2021-es magyarországi ellenzéki előválasztás

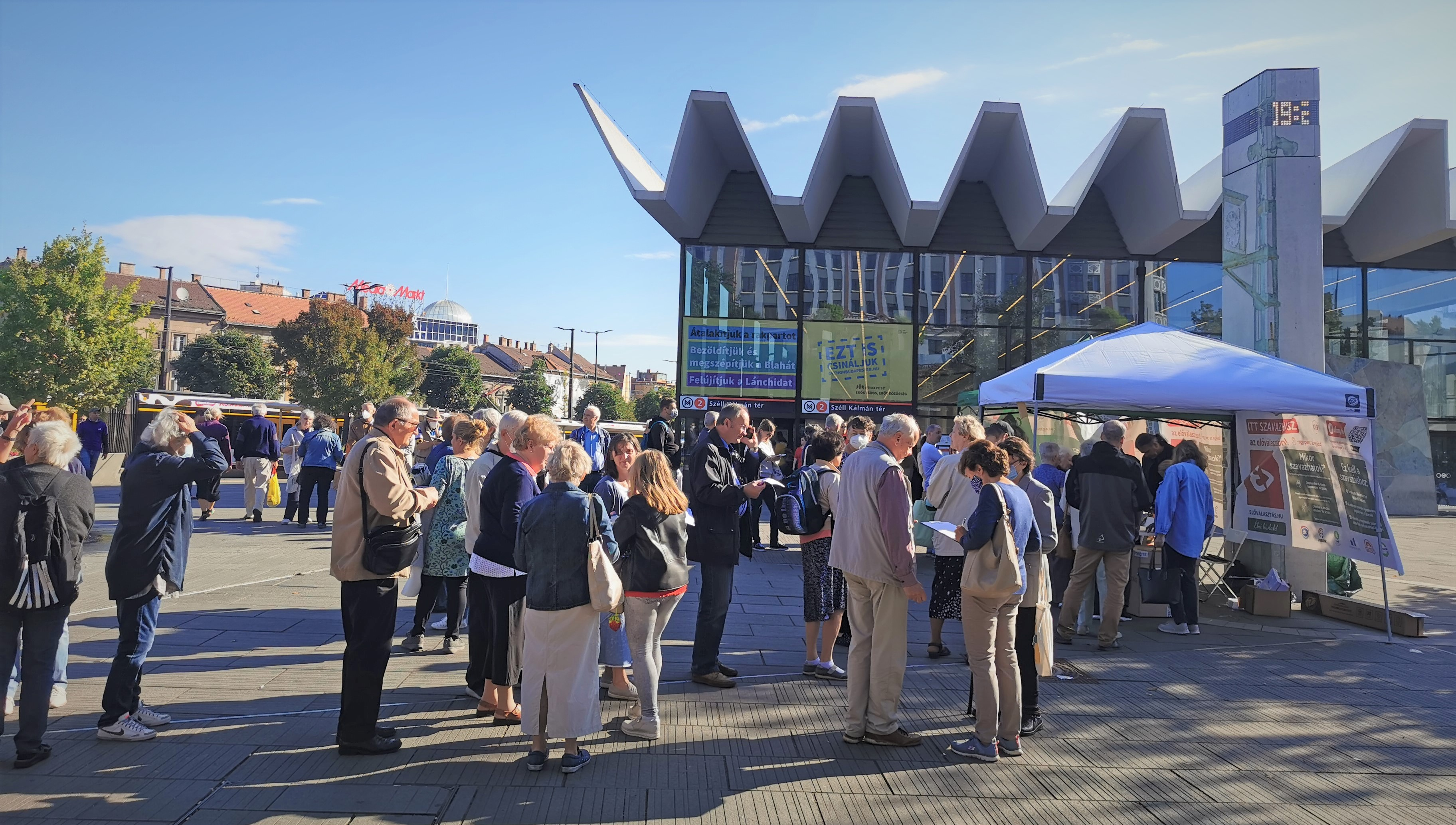
Az előválasztás szavazói a budapesti Széll Kálmán téren

2020. december 20-án megállapodás született hat magyar ellenzéki párt (DK, Jobbik, LMP, MSZP, Momentum, Párbeszéd) között, a 2022-es országgyűlési választáson történő együttműködésről. Ennek tartalma, hogy a választáson közös listát és mind a 106 választói körzetben közös jelöltet állítanak, valamint hogy a jelölteket, és a miniszterelnök-jelölt személyét előválasztáson fogják eldönteni. Az előválasztás első fordulóját 2021. szeptember 18–28. között, a másodikat október 10–16. között tartották. Az egyéni képviselőjelölteket egy, a miniszterelnök-jelöltet két fordulóban választották meg. A szavazáson részt vehettek azok a polgárok is, akik a 2022-es országgyűlési választás időpontjáig betöltik a 18. életévüket.
A Republikon Intézet 2020. március 10-én javaslatot dolgozott ki a 2022-es ellenzéki előválasztásra. Az IDEA Intézet 2020. július végi kutatásában a megkérdezett nem kormánypárti választók közel háromnegyede a közös ellenzéki listát és a közös ellenzéki képviselőjelöltekkel történő indulást támogatta, míg a Publicus augusztusban kétharmadnyira mérte azon ellenzéki választók arányát, akik szerint az előválasztás növelné egy esetleges ellenzéki miniszterelnök-jelölt támogatottságát.

## A résztvevő pártok és más szervezetek
Az Egységben Magyarországért nevű szövetségbe tartozó pártok az alábbiak:
- Demokratikus Koalíció
- Jobbik Magyarországért Mozgalom
- LMP – Magyarország Zöld Pártja
- Magyar Szocialista Párt
- Momentum Mozgalom
- Párbeszéd Magyarországért

A pártszövetséghez nem tartozó, de az előválasztáson részt vevő pártok:
- Magyar Liberális Párt[5]
- Új Alternatíva Párt (lásd az alábbi táblázat két jelöltjét)
- Új Kezdet Párt (lásd az alábbi táblázat két jelöltjét)
- Új Világ Néppárt[6]

Az előválasztáson részt vevő civil szervezetek:
- Böszörményi Harmadik Oldal Egyesület
- C8 Civilek Józsefvárosért
- Civil Bázis
- Mindenki Magyarországa Mozgalom
- Normális Magyarországért Egyesület[7]
- Szikra Mozgalom

## Az előválasztás menetrendje
- Május 20-án megalakult az Országos Előválasztási Bizottság, ami az előválasztás folyamatát felügyelte.
- Július 26-tól kérték a jelöltek bejelentkezését, nyilatkozataik leadását, frakcióba jelentkezését (ezt a civil jelöltektől is elvárják).
- Augusztus 23-tól vehették fel a jelöltek a jelöltségükhöz szükséges aláírások gyűjtőíveit.
- Szeptember 6-án délelőttig kellett leadniuk a jelölteknek a megfelelő számú ajánló aláírást tartalmazó gyűjtőíveket.
- Szeptember 18-28. között volt az előválasztás első fordulója, ekkor választották meg az országgyűlési egyéni választókerületi jelöltek, illetve ekkor lehetett voksolni a miniszterelnök-jelöltekre is. Aki a képviselőjelölt-jelöltek közül a legtöbb szavazatot kapja, azt a személyt indítja a 2022-es tavaszi országgyűlési választáson az adott választókerületi mandátumért a hatpárti ellenzéki együttműködés. Mivel a miniszterelnökjelölt-jelöltek közül senki nem szerezte meg a szavazatok abszolút többségét, vagyis az összes voks felét és annál legalább egy szavazattal többet, így második forduló következett. Ide az első fordulóban legtöbb szavazatot elért három jelölt került be (mivel elérték a 15%-ot).
- A második fordulót október 10-16. között tartották meg.[8]

## Miniszterelnök-jelöltek
| Kép | Kép | Név, Születési dátum (életkor)                 | Támogató párt(ok)                                                                  | Háttér | Politikai ideológia                    |
| --- | --- | ---------------------------------------------- | ---------------------------------------------------------------------------------- | --- | -------------------------------------- |
|     |     | Dobrev Klára 1972. február 2. (50 éves)        | Demokratikus Koalíció, Liberálisok                                                 | 2019 óta az Európai Parlament alelnöke a DK színeiben, Gyurcsány Ferenc volt miniszterelnök felesége                                                                            | szociáldemokrácia, szociálliberalizmus |
|     |     | Karácsony Gergely 1975. június 11. (46 éves)   | Párbeszéd Magyarországért, Magyar Szocialista Párt, LMP – Magyarország Zöld Pártja | A Párbeszéd társelnöke, 2010 és 2014 között országgyűlési képviselő, 2014 és 2019 között Zugló polgármestere, 2018-ban miniszterelnök-jelölt, 2019-től Budapest főpolgármestere | zöldpolitika, szociáldemokrácia        |
|     |     | Márki-Zay Péter 1972. május 9. (49 éves)       | Mindenki Magyarországa Mozgalom, Új Világ Néppárt,                                 | Hódmezővásárhely polgármestere, a Mindenki Magyarországa Mozgalom elnöke | konzervativizmus                       |
|     |     | Jakab Péter 1980. augusztus 16. (41 éves)      | Jobbik Magyarországért Mozgalom                                                    | Országgyűlési képviselő, a Jobbik frakcióvezetője és 2020 óta az elnöke | nemzeti konzervativizmus               |
|     |     | Fekete-Győr András 1989. április 13. (32 éves) | Momentum Mozgalom                                                                  | A Momentum Mozgalom elnöke | liberalizmus, centrizmus               |

### 20 000 támogatói aláírást nem összegyűjtött indulók
| Kép | Név, Születési dátum (életkor)                 | Támogató párt(ok)        | Háttér | Politikai ideológia        |
| --- | ---------------------------------------------- | ------------------------ | --- | -------------------------- |
|     | Ecsenyi Áron 1989. december 12. (32 éves)      | Le az Adók 75%-ával Párt | Filozófus, A Le az Adók 75%-ával Párt elnöke                                                                                         | libertarianizmus           |
|     | Pálinkás József 1952. szeptember 18. (69 éves) | Új Világ Néppárt         | Fizikus, az Új Világ Néppárt elnöke, az első Orbán-kormány oktatási minisztere, 2008–2014 között a Magyar Tudományos Akadémia elnöke | liberális konzervativizmus |

### Közös kormányprogram
Az ellenzéki előválasztáson induló pártok a személyi kérdéseken túl egy közös nyilatkozatot adtak ki 2020. december 20-án "A Korszakváltás Garanciái" címmel, melyben hitet tettek számukra fontos alapértékek mellett, illetve részletezték az egyeztetéseken kialakult konszenzust mind a választásig tartó időszakra, mind pedig az azt követő, esetleges kormányváltó periódust illetően. A hat párt által aláírt dokumentum 13 pontban taglalja, hogy a résztvevők milyen legitimációs, személyi és tartalmi garanciák mentén képzelik el a további közös együttműködést, illetve ezen felül írásban vállalják egy közös kormányprogram végrehajtását, mely - több pártvezető nyilatkozata alapján - jelenleg is formálódik a pártok szakértőinek bevonásával.
2021. január 5-én a hat párt vezetői bejelentették a közösen megfogalmazott kormányzási alapelveiket:
1. Önmagával békében élő nemzet
2. Demokratikus jogállam
3. Jövőbe tekintő kormányzás
4. Gondoskodó társadalom
5. Igazságos gazdaság
6. Európai Magyarország

### A pártok előválasztási programjai

#### Demokratikus Koalíció
A DK hivatalos előválasztási programmal jelenleg nem rendelkezik, viszont Dobrev Klára 2021. május 2-án történt miniszterelnök-jelölti bemutatkozójában a következő pontokat hangsúlyozta: "Vissza kell vezetni Magyarországot Európába; harcolni kell a korrupció ellen; nyugdíj- és családi pótlék emelés; illetve közműminimum bevezetése; a panelprogram visszaállítása."

#### MSZP: Kormányváltást! Korszakváltást!
A program 2021. április 10-én jelent meg, és a „Kormányváltást! Korszakváltást!” címet viseli.
Részlet a programból: "A Magyar Szocialista Párt küldetése az együttműködésen belül az, hogy képviselje a humanizált gazdaság, az igazságosabb elosztás szociáldemokrata programját."
Sajtóvisszhang: "A program három pillére: a szabadság, a jogbiztonság és a demokrácia újbóli megteremtése; az esélyegyenlőség, a szociális biztonság megteremtése és a társadalmi igazságtalanságok megszüntetése; a környezetünk kizsákmányolása elleni fellépés és a klímaigazságosság érvényre juttatása." - Telex

#### Momentum Mozgalom: Új Magyarország Terv
A Momentum Mozgalom programjának címe „Új Magyarország Terv”.
Részlet a programból: "A mi szemünk előtt azonban nem csak ez, hanem a 2022 utáni Magyarország, az új Magyarország lebeg, amely képes utolérni Európát, és amely nem a keleti diktatúrákra, hanem a gazdag nyugati demokráciákra tekint példaként."
Sajtóvisszhang: "A program főbb pontjai a következők: az oktatás megújítása „finn példa alapján”, az egészségügy brit mintára történő átalakítása, a zöld Magyarország megteremtése, a családok egyenlőségének biztosítása, négy napos munkahét bevezetése, illetve Magyarország-részvény, rugalmas nyugdíj és euró bevezetése." - Mérce

#### LMP: Zöld Garancia
2021. július 31-én, az LMP 51. kongresszusán beszédet mondott Karácsony Gergely, a párt által is támogatott miniszterelnök-jelölt és a párt két társelnöke, Schmuck Erzsébet és Kanász-Nagy Máté, ahol bemutatták, majd aláírták a „Zöld Garancia” programot.
Részlet a programból: „Az általunk képviselt zöldpolitika lényege az, hogy komplex, összefüggő rendszerként tekintünk a környezetre, a társadalomra és a gazdaságra. Olyan országot teremtünk, ahol nem a profit a legfontosabb cél, hanem az, hogy mindenki boldogulhasson. Ennek alapja a közösségi gondolkodás és közös értékeink megvédése. Olyan országot teremtünk, amely kiegyensúlyozott. Ahol békében élünk saját magunkkal és környezetünkkel. Ehhez teljes irányváltásra van szükség.”
Sajtóvisszhang: Karácsony Gergely főpolgármester, a párt miniszterelnök-jelöltje – az LMP nevére utalva – arról beszélt, lehet más a politika, "de most már legyen is más". Hangsúlyozta, nemcsak bevinni kell a parlamentbe a zöld politikát, formálni a közéleti gondolkodást, hanem a kormányváltás ügyének és az ország újraegyesítésének élére kell állniuk a zöldeknek. Hozzátette, a magyar ellenzéknek "Európa legcinikusabb, leghazugabb és a legtöbb politikai eszközzel, erőforrással rendelkező rendszerét" kell leváltania, egyszerre kezelve a demokratikus, az ökológiai és a szociális válságot, amelyek közül az utóbbi miatt "Magyarország ma Európa szegényháza tulajdonképpen". Ezt a három válságot nem lehet külön megoldani, ez ugyanaz a válság – jelentette ki, majd arról beszélt, hogy nem néz szembe a kormányzat a valódi gondokkal, hanem csinál helyettük álproblémákat. Karácsony Gergely fő célnak azt nevezte, hogy "igazi, a jövőt építő zöld kormányzás" kövesse a 2022-es kormányváltást.

## Egyéni választókerületek és bejelentett indulók
Az adott körzetben nyertes jelölteket félkövérrel jelöltük.
| Választókerület                                | DK                      | Jobbik                  | LMP                     | MMM                             | Momentum                        | MSZP-Párbeszéd          | Új Világ             | Egyéb                                |
| ---------------------------------------------- | ----------------------- | ----------------------- | ----------------------- | ------------------------------- | ------------------------------- | ----------------------- | -------------------- | ------------------------------------ |
| 1. Budapest 1. (I-V-VIII-IX. kerület)          | Csárdi Antal            | Csárdi Antal            | Csárdi Antal            | Gelencsér Ferenc                | Gelencsér Ferenc                | Csárdi Antal            |                      |                                      |
| 2. Budapest 2. (XI. kerület)                   | Gy. Németh Erzsébet     | Gy. Németh Erzsébet     | Gy. Németh Erzsébet     | Orosz Anna                      | Orosz Anna                      | Orosz Anna              |                      |                                      |
| 3. Budapest 3. (XII. kerület)                  | Dr. Komáromi Zoltán     | Hajnal Miklós           | Dr. Komáromi Zoltán     |                                 | Hajnal Miklós                   | Hajnal Miklós           | Visi Piroska         |                                      |
| 4. Budapest 4. (II-III. kerület)               | Kálmán Olga             | Kálmán Olga             | Tordai Bence            | Tordai Bence, Kálmán Olga       | Tordai Bence                    | Tordai Bence            |                      | Szalai László Szalay Krisztina       |
| 5. Budapest 5. (VI-VII. kerület)               | Dr. Oláh Lajos          | dr. Beleznay Zsuzsanna  | dr. Beleznay Zsuzsanna  | Almási–Kecskés Gusztáv          | Tompos Márton                   | Dr. Oláh Lajos          |                      |                                      |
| 6. Budapest 6. (VIII-IX. kerület)              | Manhalter Dániel        | Demeter Márta           | Demeter Márta           | Csordás Anett                   | Csordás Anett                   | Jámbor András           |                      | Jámbor András                        |
| 7. Budapest 7. (XIII. kerület)                 | Keszthelyi Dorottya     |                         | Hiszékeny Dezső         | Hiszékeny Dezső                 | Naszádos Zsófia                 | Hiszékeny Dezső         |                      |                                      |
| 8. Budapest 8. (XIV. kerület)                  |                         |                         |                         | Hadházy Ákos                    | Hadházy Ákos                    |                         |                      |                                      |
| 9. Budapest 9. (X-XIX. kerület)                | Arató Gergely           | Arató Gergely           | Burány Sándor           | Arató Gergely                   | Paróczai Anikó                  | Burány Sándor           |                      |                                      |
| 10. Budapest 10. (III. kerület)                | Szabó Tímea             | Szabó Tímea             | Szabó Tímea             | Szabó Tímea                     | Szabó Tímea                     | Szabó Tímea             |                      |                                      |
| 11. Budapest 11. (IV. kerület)                 | Varju László            | Varju László            |                         | Varju László                    | Varju László                    | Varju László            |                      |                                      |
| 12. Budapest 12. (XV. kerület)                 | Barkóczi Balázs         | Barkóczi Balázs         | Barkóczi Balázs         |                                 | Palocsai Béla                   | Barkóczi Balázs         |                      |                                      |
| 13. Budapest 13. (XVI. kerület)                | Nemes Gábor             | Nemes Gábor             |                         | Vajda Zoltán                    | Hollai Gábor                    | Vajda Zoltán            | Palotás János        |                                      |
| 14. Budapest 14. (XVII. kerület)               | Szilágyi György         | Szilágyi György         | Szilágyi György         | Szilágyi György                 | Szilágyi György                 | Lukoczki Károly         |                      |                                      |
| 15. Budapest 15. (XVIII. kerület)              | Ferencz István          | Kunhalmi Ágnes          | Kunhalmi Ágnes          | Kunhalmi Ágnes                  | Kunhalmi Ágnes                  | Kunhalmi Ágnes          |                      |                                      |
| 16. Budapest 16. (XX. kerület)                 | Hiller István           | Hiller István           | Hiller István           |                                 | Hiller István                   | Hiller István           | Vidákovics László    |                                      |
| 17. Budapest 17. (XXI-XXIII. kerület)          | Komjáthi Imre           | Szabó Szabolcs          | Komjáthi Imre           | Szabó Szabolcs                  | Szabó Szabolcs                  | Komjáthi Imre           |                      |                                      |
| 18. Budapest 18. (XXII. kerület)               | Molnár Gyula            | Tóth Endre'             |                         | Tóth Endre                      | Tóth Endre                      |                         |                      |                                      |
| 19. Bács-Kiskun 1. (Kecskemét)                 | Szőkéné Kopping Rita    | Lejer Zoltán            | Lejer Zoltán            | Lejer Zoltán                    | Szőkéné Kopping Rita            | Lejer Zoltán            |                      |                                      |
| 20. Bács-Kiskun 2. (Kecskemét)                 | Bodrozsán Alexandra     | Király József           | Király József           | Bodrozsán Alexandra             | Bodrozsán Alexandra             | Király József           |                      |                                      |
| 21. Bács-Kiskun 3. (Kalocsa)                   | Magóné Tóth Gyöngyi     | dr. Kudron Nándor       |                         | Magóné Tóth Gyöngyi             | Dr. Magóné Tóth Gyöngyi         | Angeli Gabriella        | Király Róbert        | dr. Kudron Nándor                    |
| 22. Bács-Kiskun 4. (Kiskunfélegyháza)          |                         | Kis-Szeniczey Kálmán    | Kis-Szeniczey Kálmán    |                                 |                                 | Kis-Szeniczey Kálmán    |                      |                                      |
| 23. Bács-Kiskun 5. (Kiskunhalas)               | Horváth Roland Károly   |                         |                         |                                 | Papp Dénes                      |                         |                      | Kovács Erika                         |
| 24. Bács-Kiskun 6. (Baja)                      | László Károly           | Preininger Rozália      | Preininger Rozália      | Preininger Rozália              | Kiss László                     | Kiss László             | Vass Antal           |                                      |
| 25. Baranya 1. (Pécs)                          | Nemes Balázs            | Mellár Tamás            | Mellár Tamás            | Mellár Tamás                    | Nemes Balázs                    | Mellár Tamás            | Szőke Tibor          |                                      |
| 26. Baranya 2. (Pécs)                          | Szakács László          | Szakács László          | Keresztes László Lóránt | Simon Gábor Imre                | Szakács László                  | Keresztes László Lóránt |                      |                                      |
| 27. Baranya 3. (Mohács)                        | Frey Benjámin           | Schwarcz-Kiefer Patrik  | Schwarcz-Kiefer Patrik  | Schwarcz-Kiefer Patrik          | Frey Benjámin                   | Schwarcz-Kiefer Patrik  |                      |                                      |
| 28. Baranya 4. (Szigetvár)                     | Szarkándi Lajosné       | Alpár György            |                         | Alpár György                    |                                 | Koltai Péter            | P. Horváth Tamás     |                                      |
| 29. Békés 1. (Békéscsaba)                      | Stummer János           | Stummer János           | Stummer János           | Stummer János                   | Stummer János                   | Miklós Attila           |                      |                                      |
| 30. Békés 2. (Békés)                           | Kondé Gábor             |                         |                         |                                 |                                 | Miskéri László          | Baranyi Béla         |                                      |
| 31. Békés 3. (Gyula)                           |                         | Mikóné Hirth Beáta      | Bereczki János          | Mikóné Hirth Beáta              | Mikóné Hirth Beáta              | Leel-Őssy Gábor         | Pomuczné Nagy Ildikó |                                      |
| 32. Békés 4. (Orosháza)                        | Szabó Ervin             | Szabó Ervin             | Szabó Ervin             | Szabó Ervin                     | Sebők Éva                       | Dr. Szelényi Zoltán     |                      |                                      |
| 33. Borsod-Abaúj-Zemplén 1. (Miskolc)          | Szilágyi Szabolcs       | Szilágyi Szabolcs       | Szilágyi Szabolcs       | Szilágyi Szabolcs               | Szilágyi Szabolcs               | Dr. Simon Gábor         |                      | Csabalik Zsuzsanna                   |
| 34. Borsod-Abaúj-Zemplén 2. (Miskolc)          | Hegedűs Andrea          | Hegedűs Andrea          | Varga László            | Hegedűs Andrea                  | Varga László                    | Varga László            |                      |                                      |
| 35. Borsod-Abaúj-Zemplén 3. (Ózd)              | Farkas Péter Barnabás   | Farkas Péter Barnabás   | Farkas Péter Barnabás   | Farkas Péter Barnabás           | Farkas Péter Barnabás           | Kiss Sándor             |                      |                                      |
| 36. Borsod-Abaúj-Zemplén 4. (Kazincbarcika)    | Üveges Gábor            | Üveges Gábor            | Üveges Gábor            | Üveges Gábor                    | Hornyák Evelin                  | Hornyák Evelin          |                      |                                      |
| 37. Borsod-Abaúj-Zemplén 5. (Sátoraljaújhely)  | Erdei Sándor Zsolt      | Erdei Sándor Zsolt      | Erdei Sándor Zsolt      | Erdei Sándor Zsolt              |                                 |                         |                      |                                      |
| 38. Borsod-Abaúj-Zemplén 6. (Tiszaújváros)     |                         |                         |                         | Jézsó Gábor                     |                                 | Jézsó Gábor             |                      | Tóth Ádám                            |
| 39. Borsod-Abaúj-Zemplén 7. (Mezőkövesd)       | Sermer Ádám             |                         |                         | Kormos Anna                     | Szépvölgyi Gergő                | Kormos Anna             |                      |                                      |
| 40. Csongrád-Csanád 1. (Szeged)                | Dr. Binszki József      | Dr. Binszki József      | Szabó Sándor            | Szabó Sándor                    | Szabó Sándor                    | Szabó Sándor            |                      |                                      |
| 41. Csongrád-Csanád 2. (Szeged)                | Tóth Péter              | Tóth Péter              | Tóth Péter              | Tóth Szabolcs                   | Mihálik Edvin                   | Mihálik Edvin           |                      |                                      |
| 42. Csongrád-Csanád 3. (Szentes)               | Szűcs Ildikó            | Szűcs Ildikó            | Szűcs Ildikó            | Mészáros Gábor                  | Borsik Viktor                   | Borsik Viktor           | Mészáros Gábor       | Szűcs Ildikó                         |
| 43. Csongrád-Csanád 4. (Hódmezővásárhely)      | Mucsi Tamás             | Márki-Zay Péter         |                         | Márki-Zay Péter                 | Márki-Zay Péter                 |                         |                      |                                      |
| 44. Fejér 1. (Székesfehérvár)                  | Ráczné Földi Judit      | Ráczné Földi Judit      | Márton Roland           |                                 | Barlabás András                 | Márton Roland           |                      |                                      |
| 45. Fejér 2. (Székesfehérvár)                  | Fazekas Attila          | Fazakas Attila          | Fazekas Attila          |                                 |                                 |                         | But Sándor           |                                      |
| 46. Fejér 3. (Bicske)                          | Balázs Péter            | Balázs Péter            | Balázs Péter            | ifj. Bogdán János               | József András                   | Balázs Péter            |                      |                                      |
| 47. Fejér 4. (Dunaújváros)                     | Kálló Gergely           | Kálló Gergely           | Kálló Gergely           | Kálló Gergely                   | Kovács Janka                    | Kálló Gergely           |                      |                                      |
| 48. Fejér 5. (Sárbogárd)                       | Kertész Éva             |                         |                         | Gottlóz Tibor                   |                                 | Kertész Éva             |                      |                                      |
| 49. Győr-Moson-Sopron 1. (Győr)                | Jancsó Zita             | Jancsó Zita             | Jenei Ferenc            | Urbán Tibor                     | Rehó Tibor                      | Pollreisz Balázs        |                      | Balla Jenő                           |
| 50. Győr-Moson-Sopron 2. (Győr)                | Dr. Gasztonyi László    |                         | Dr. Gasztonyi László    | Balla Jenő                      |                                 | Juhász István           |                      |                                      |
| 51. Győr-Moson-Sopron 3. (Csorna)              | Kovácsné Varga Ildikó   |                         |                         |                                 | Orbán Krisztián                 | Kovácsné Varga Ildikó   |                      |                                      |
| 52. Győr-Moson-Sopron 4. (Sopron)              | Simon Zoltán            | Brenner Koloman         | Brenner Koloman         | Brenner Koloman                 | Brenner Koloman                 | Jakál Adrienn           |                      |                                      |
| 53. Győr-Moson-Sopron 5. (Mosonmagyaróvár)     | Ábrahám Tivadar         | Magyar Zoltán           | Magyar Zoltán           | Szabó Miklós                    | Balázs Endre                    | Magyar Zoltán           |                      |                                      |
| 54. Hajdú-Bihar 1. (Debrecen)                  | Varga Zoltán            | Pálinkás József         |                         |                                 | Szabó Bence                     | Fábián István           | Pálinkás József      |                                      |
| 55. Hajdú-Bihar 2. (Debrecen)                  | Vaszkó Imre             | Mándi László            | Jármi Péter             | Mándi László                    | Mándi László                    | Mándi László            | Dr. Bánfalvi Győző   |                                      |
| 56. Hajdú-Bihar 3. (Debrecen)                  | Szörényi Károly         | Salamon Gergő           | Salamon Gergő           | Kosztin Mihály                  | Kosztin Mihály                  | Szórádi Sándor          | Csák László          |                                      |
| 57. Hajdú-Bihar 4. (Berettyóújfalu)            | Szabó Patrik            | Szántai László          |                         |                                 | Szántai László                  | Dr. Bihary Judit        |                      | Szántai László                       |
| 58. Hajdú-Bihar 5. (Hajdúszoboszló)            | Bangóné Borbély Ildikó  | Kiss László             |                         | Kiss László                     | Kiss László                     | Bangóné Borbély Ildikó  | Somogyi Ferenc       |                                      |
| 59. Hajdú-Bihar 6. (Hajdúböszörmény)           | Tóth József             | Hegedűs Péter           | Hegedűs Péter           | Hegedűs Péter                   | Hegedűs Péter                   | Hegedűs Péter           | Nagy Péter           | Tömöri Zsolt Sándor                  |
| 60. Heves 1. (Eger)                            | Berecz Mátyás           | Berecz Mátyás           | Berecz Mátyás           |                                 | Jánosi Zoltán                   | Jánosi Zoltán           |                      |                                      |
| 61. Heves 2. (Gyöngyös)                        | Balogh Bálint           | Dudás Róbert            | Dudás Róbert            | Dudás Róbert                    | Dudás Róbert                    | Balogh Bálint           |                      |                                      |
| 62. Heves 3. (Hatvan)                          | Korózs Lajos            |                         |                         |                                 | Lőcsei Lajos                    | Korózs Lajos            | Varga Ferenc         |                                      |
| 63. Jász-Nagykun-Szolnok 1. (Szolnok)          | Sziráki Pál             | Sziráki Pál             | Tóth Áron               | Sziráki Pál                     | dr. Kármán Irén                 | dr. Kármán Irén         |                      | Sziráki Pál                          |
| 64. Jász-Nagykun-Szolnok 2. (Jászberény)       | Dr. Gedei József        | Kertész Ottó            | Kertész Ottó            |                                 | Dr. Gedei József                | Kertész Ottó            |                      |                                      |
| 65. Jász-Nagykun-Szolnok 3. (Karcag)           | Turó Vilmos             | Lukács László György    | Lukács László György    | Lukács László György            | Kozma Dániel                    | Lukács László György    |                      |                                      |
| 66. Jász-Nagykun-Szolnok 4. (Törökszentmiklós) | Csányi Tamás            | Csányi Tamás            | Csányi Tamás            | Csányi Tamás                    | Csányi Tamás                    |                         |                      |                                      |
| 67. Komárom-Esztergom 1. (Tatabánya)           | Dr. Konczer Erik        | Dr. Konczer Erik        | Gurmai Zita             | dr. Popovics Judit              | Gurmai Zita                     | Gurmai Zita             | dr. Popovics Judit   |                                      |
| 68. Komárom-Esztergom 2. (Esztergom)           | Nunkovics Tibor         | Nunkovics Tibor         | Nunkovics Tibor         | Nunkovics Tibor                 |                                 |                         |                      |                                      |
| 69. Komárom-Esztergom 3. (Komárom)             | Szanyi Gábor            | Szanyi Gábor            | Szanyi Gábor            | Dr. Nemes Andrea                | Dr. Nemes Andrea                | Dr. Nemes Andrea        |                      | Dr. Nemes Andrea                     |
| 70. Nógrád 1. (Salgótarján)                    | Godó Beatrix            | Godó Beatrix            |                         |                                 | Horváth Ferenc                  | Horváth Ferenc          | Dömsödi Gábor        |                                      |
| 71. Nógrád 2. (Balassagyarmat)                 |                         |                         |                         |                                 | Gyenes Szilárd (Új Kezdet Párt) |                         |                      |                                      |
| 72. Pest 1. (Érd)                              | Bősz Anett              | Bősz Anett              | Tetlák Örs              | Bősz Anett                      | Ollero Marco                    | Ollero Marco            |                      |                                      |
| 73. Pest 2. (Budakeszi)                        | Hegyesi Beáta           | Szél Bernadett          |                         | Szél Bernadett                  | Szél Bernadett                  | Szél Bernadett          |                      |                                      |
| 74. Pest 3. (Szentendre)                       | Pál Gábor               | Pál Gábor               | Pál Gábor               | Kóder György                    | Buzinkay György                 | Buzinkay György         | Stelli-Kis Sándor    | Katona Andrea                        |
| 75. Pest 4. (Vác)                              | Juhász Béla             | Inotay Gergely          | Inotay Gergely          | Inotay Gergely                  | Juhász Béla                     | Inotay Gergely          | Juhász Béla          | Gyurcsik Ádám                        |
| 76. Pest 5. (Dunakeszi)                        | Tonzor Péter            | Dorosz Dávid            | Dorosz Dávid            | Tonzor Péter                    | Dorosz Dávid                    | Dorosz Dávid            | Fekete László        |                                      |
| 77. Pest 6. (Gödöllő)                          | Simon Erika             | Hohn Krisztina          | Hohn Krisztina          | Hohn Krisztina (Új Kezdet Párt) | Dr. Varga Zoltán                | Hohn Krisztina          | Simon Erika          |                                      |
| 78. Pest 7. (Vecsés)                           | Fricsovszky-Tóth Péter  | Fricsovszky-Tóth Péter  | Fricsovszky-Tóth Péter  | Fricsovszky-Tóth Péter          | Farag Alexandra                 | Farag Alexandra         |                      | Fricsovszky-Tóth Péter               |
| 79. Pest 8. (Szigetszentmiklós)                | Jószai Teodóra          | Nagy János              | Nagy János              | Nagy János                      | Jószai Teodóra                  | Nagy János              |                      |                                      |
| 80. Pest 9. (Nagykáta)                         | Schmuck Erzsébet        | Schmuck Erzsébet        | Schmuck Erzsébet        | Schmuck Erzsébet                |                                 | Schmuck Erzsébet        |                      | Ujhelyi Sándor (Új Alternatíva Párt) |
| 81. Pest 10. (Monor)                           | Magdics Máté            | Gér Mihály              | Gér Mihály              |                                 | Gér Mihály                      | Gér Mihály              |                      |                                      |
| 82. Pest 11. (Dabas)                           | Jánosi-Lesi Ágota       |                         |                         |                                 | Andrejka Zombor                 | Andrejka Zombor         |                      |                                      |
| 83. Pest 12. (Cegléd)                          | Kökény Gábor            | Zágráb Nándor           | Zágráb Nándor           | Zágráb Nándor                   | Zágráb Nándor                   | László Ferenc           |                      |                                      |
| 84. Somogy 1. (Kaposvár)                       | Dr. Varga István        | Horváth Ákos Ervin      | Szabóné Szendefy Mária  |                                 | Bereczki Dávid                  | Dr. Varga István        |                      | Horváth Ákos Ervin                   |
| 85. Somogy 2. (Barcs)                          | Remes Gábor             | Ander Balázs            | Ander Balázs            | Ander Balázs                    | Ander Balázs                    | Remes Gábor             |                      |                                      |
| 86. Somogy 3. (Marcali)                        |                         | Steinmetz Ádám          | Steinmetz Ádám          | Steinmetz Ádám                  |                                 | Steinmetz Ádám          |                      |                                      |
| 87. Somogy 4. (Siófok)                         | Dr. Kovács Miklós       | Potocskáné Kőrösi Anita | Potocskáné Kőrösi Anita | Potocskáné Kőrösi Anita         |                                 | Potocskáné Kőrösi Anita |                      |                                      |
| 88. Szabolcs-Szatmár-Bereg 1. (Nyíregyháza)    | Lengyel Máté            | Lengyel Máté            | Lengyel Máté            | Lengyel Máté                    | Dr. Csipkés József              | Mike András             |                      |                                      |
| 89. Szabolcs-Szatmár-Bereg 2. (Nyíregyháza)    | Aranyos Gábor           | Gyüre Csaba             |                         | dr. Kiss Krisztián              | Aranyos Gábor                   | Aranyos Gábor           | dr. Kiss Krisztián   |                                      |
| 90. Szabolcs-Szatmár-Bereg 3. (Kisvárda)       | Bulitka András          | Tóth Viktor             | Tóth Viktor             |                                 |                                 | Sárosy Zoltán           |                      |                                      |
| 91. Szabolcs-Szatmár-Bereg 4. (Vásárosnamény)  |                         |                         |                         | dr. Sápi Mónika                 |                                 |                         |                      |                                      |
| 92. Szabolcs-Szatmár-Bereg 5. (Mátészalka)     |                         | Földi István            | Földi István            | Földi István                    | Földi István                    | Papp Ildikó             |                      |                                      |
| 93. Szabolcs-Szatmár-Bereg 6. (Nyírbátor)      | Czirják Alexandra       | Bélteki Béla            |                         |                                 | Pradlik Milán                   | Tóth Viktor             |                      |                                      |
| 94. Tolna 1. (Szekszárd)                       | dr. Bozsolik Róbert     | dr. Bozsolik Róbert     | Harangozó Tamás         | dr. Bozsolik Róbert             | Harangozó Tamás                 | Harangozó Tamás         |                      |                                      |
| 95. Tolna 2. (Dombóvár)                        | Szabó Loránd            | Száraz Zoltán           |                         | Szabó Loránd                    | Száraz Zoltán                   | Szabó Loránd            |                      |                                      |
| 96. Tolna 3. (Paks)                            | Tóth Attila Szilveszter | Bencze János            | Bencze János            |                                 |                                 | Bencze János            |                      |                                      |
| 97. Vas 1. (Szombathely)                       | Dr. Czeglédy Csaba      | Ungár Péter             | Ungár Péter             |                                 |                                 | Ungár Péter             | Koczka Tibor         |                                      |
| 98. Vas 2. (Sárvár)                            | Szilágyi Tamás          |                         |                         |                                 | Bányai-Németh Gábor             | Hencz Kornél            | Molnár Miklós        |                                      |
| 99. Vas 3. (Körmend)                           | Pleva Dániel            |                         |                         | Bana Tibor                      | Pleva Dániel                    | Dr. Ipkovich György     | Horváth József Áron  |                                      |
| 100. Veszprém 1. (Veszprém)                    | dr. Csonka Balázs       |                         | dr. Csonka Balázs       |                                 |                                 | Mesterházy Attila       |                      |                                      |
| 101. Veszprém 2. (Balatonfüred)                | Benedek Szilveszter     | Szecsődi Andrea         |                         | Szecsődi Andrea                 | Szecsődi Andrea                 |                         |                      |                                      |
| 102. Veszprém 3. (Tapolca)                     | Rig Lajos               | Rig Lajos               | Rig Lajos               | Rig Lajos                       |                                 |                         |                      |                                      |
| 103. Veszprém 4. (Pápa)                        | Benedek Szilveszter     | Süle Zsolt              | Süle Zsolt              |                                 | Dr. Jádi István                 | Grőber Attila           |                      |                                      |
| 104. Zala 1. (Zalaegerszeg)                    | Dr. Csidei Irén         | Benke Richárd           | Dr. Paksy Zoltán        |                                 | Plesz Dóra                      | Plesz Dóra              |                      |                                      |
| 105. Zala 2. (Keszthely)                       | Czuth Zoltán László     | Elekes István           |                         | Molnár Tibor                    | Elekes István                   | Czuth Zoltán László     | Molnár Tibor         |                                      |
| 106. Zala 3. (Nagykanizsa)                     | Horváth Jácint          | Berta Krisztián         | Berta Krisztián         | Berta Krisztián                 | Berta Krisztián                 | Horváth Jácint          |                      |                                      |

Az egyes pártok, illetve az MMM hivatalos, előválasztási jelöltbejelentő aloldalai: LMP, MMM, Momentum Archiválva 2021. március 21-i dátummal a Wayback Machine-ben, Párbeszéd.

### Összesítés az egyéni jelöltekről
| Jelölt | Szám | Össz. |
| ------ | ---- | ----- |
| 0      | 0    | 0     |
| 1      | 11   | 11    |
| 2      | 41   | 82    |
| 3      | 34   | 102   |
| 4      | 17   | 68    |
| 5      | 3    | 15    |
| Össz.  | 106  | 278   |

| Párt     | Párt           | Jelölt | Támogatott | Összesen |
| -------- | -------------- | ------ | ---------- | -------- |
|          | DK             | 60     | 37         | 97       |
|          | Jobbik         | 34     | 56         | 90       |
|          | LMP            | 13     | 64         | 77       |
|          | MMM            | 22     | 58         | 80       |
|          | Momentum       | 56     | 32         | 88       |
|          | MSZP-Párbeszéd | 48     | 46         | 94       |
|          | Új Világ       | 27     | 1          | 28       |
|          | független      | 18     | 0          | 18       |
| Összesen | Összesen       | 278    | 294        | 572      |

| Párt     | Párt           | Létszám | Létszám       | Nők aránya (%) | Nők aránya (%) |
| Párt     | Párt           | Nők     | Összes jelölt | Párton belül   | Összes jelölt  |
| -------- | -------------- | ------- | ------------- | -------------- | -------------- |
|          | DK             | 17      | 60            | 28             | 6,1            |
|          | Jobbik         | 2       | 34            | 6              | 0,7            |
|          | LMP            | 3       | 13            | 23             | 1,1            |
|          | MMM            | 3       | 22            | 14             | 1,1            |
|          | Momentum       | 14      | 56            | 25             | 5,0            |
|          | MSZP–Párbeszéd | 10      | 48            | 21             | 3,6            |
|          | Új Világ       | 4       | 27            | 15             | 1,4            |
|          | független      | 7       | 18            | 39             | 2,5            |
| Összesen | Összesen       | 60      | 278           |                | 21,6           |

|          |                | DK | Jobbik | LMP | MMM | Momentum | MSZP–Párbeszéd | Új Világ | független | Összesen |
| -------- | -------------- | -- | ------ | --- | --- | -------- | -------------- | -------- | --------- | -------- |
|          | DK             | 60 | 14     | 2   | 3   | 5        | 9              | 1        | 3         | 37       |
|          | Jobbik         | 16 | 34     | 5   | 10  | 10       | 9              |          | 6         | 56       |
|          | LMP            | 7  | 31     | 13  | 7   |          | 17             |          | 2         | 64       |
|          | MMM            | 8  | 20     | 1   | 22  | 13       | 8              | 5        | 3         | 58       |
|          | Momentum       | 6  | 11     |     | 2   | 56       | 11             |          | 2         | 32       |
|          | MSZP-Párbeszéd | 9  | 8      | 5   | 5   | 17       | 48             |          | 2         | 46       |
|          | Új Világ       |    |        |     |     | 1        |                | 27       |           | 1        |
|          | független      |    |        |     |     |          |                |          | 18        | 0        |
| Összesen | Összesen       | 46 | 84     | 13  | 27  | 46       | 54             | 6        | 18        | 294      |

A párt sorában a más pártnak adott támogatások száma. A párt oszlopában a más párttól kapott támogatások száma. Az átlóban a párt saját jelöltjeinek a száma pirossal.
Az Összesen sor és oszlop a saját jelöltek nélkül értendő.
Ha egy jelölt több párttól kapott támogatást, az Összesen sorban többször vesszük számításba.

## Közvélemény-kutatások a miniszterelnök-jelölt személyéről

### Első forduló
| PegaPoll        | 2021. szeptember 19. | 19932 fő | 21 | 31 | 31 | 3  | 12 | – | –  | 0  |
| Publicus        | 2021. aug. 25–30.    | 1009 fő  | 34 | 23 | 29 | 3  | 4  | – | –  | 5  |
| Civitas         | 2021. aug. 16–19.    | 1001 fő  | 16 | 23 | 32 | 5  | 11 | 2 | 11 | 9  |
| Pulzus          | 2021. július         | 1000 fő  | 19 | 14 | 19 | 3  | 9  | 4 | –  | 0  |
| Závecz Research | 2021. július         | 1200 fő  | 24 | 28 | 27 | 12 | 5  | – | –  | 1  |
| KutatóCentrum   | 2021. június         | 1000 fő  | 20 | 47 | 17 | 3  | 11 | – | –  | 27 |
| Medián          | 2021. június         | 1000 fő  | 41 | 43 | 26 | 8  | 16 | 5 | –  | 2  |
| Publicus        | 2021. május 18–21.   | 1011 fő  | 34 | 15 | 32 | 2  | 9  | – | –  | 2  |
| Civitas         | 2021. május 6–11.    | 1003 fő  | 20 | 30 | 25 | 6  | 7  | 1 | 1  | 5  |
| Publicus        | 2021. április 24–28. | 1012 fő  | 31 | 19 | 25 | 2  | 13 | – | –  | 6  |
| Medián          | 2021. április 8–10.  | 1000 fő  | 34 | 40 | 22 | 14 | 23 | – | –  | 6  |
| Nézőpont        | 2021. április        | 1000 fő  | 14 | 21 | 7  | 4  | 8  | – | 15 | 7  |
| Civitas         | 2021. március 5–11.  | 1007 fő  | 23 | 27 | 15 | 10 | 11 | 2 | 1  | 4  |
| Závecz Research | 2021. március 1–11.  | 1000 fő  | 16 | 30 | 28 | 16 | 5  | – | –  | 2  |
| IDEA            | 2021. február 22–25. | 2000 fő  | 22 | 27 | 28 | 7  | 9  | – | –  | 1  |
| Medián          | 2021. február 17–22. | 1000 fő  | 39 | 32 | 25 | 10 | 22 | – | –  | 7  |
| Pulzus          | 2021. január         | 1000 fő  | 14 | 12 | 14 | 8  | 11 | – | 6  | 0  |
| Századvég       | 2020. december       | 1000 fő  | 14 | 12 | 23 | 5  | 17 | – | 20 | 6  |

### Második forduló
| PegaPoll | 2021. október             | 5000 fő | 31 | 31 | 39 | 8 |
| Medián   | 2021. szept. 29. – okt. 4 | 1000 fő | 24 | 37 | 33 | 4 |

## Eredmények

### Első forduló
Az első fordulót szeptember 18-28. között rendezték meg, ekkor választották meg az országgyűlési egyéni választókerületi jelölteket, illetve ekkor lehetett voksolni a miniszterelnök-jelöltekre is. Aki a képviselőjelölt-jelöltek közül a legtöbb szavazatot kapja, azt a személyt indítja a 2022-es tavaszi országgyűlési választáson az adott választókerületi mandátumért a hatpárti ellenzéki együttműködés. Ha a miniszterelnökjelölt-jelöltek közül senki nem szerzi meg a szavazatok abszolút többségét, vagyis az összes voks felét és annál legalább egy szavazattal többet, akkor második forduló következik. Ide az első fordulóban legtöbb szavazatot elért három jelölt kerül be (amennyiben elérték a 15%-ot).
Az előválasztás első napján kénytelenek voltak leállítani a szavazást, mivel az online felületen túlterheléses támadás volt. A szavazást csak két nappal később indították újra, emellett két nappal meghosszabbították a határidőt
| Az első forduló részvétele | Az első forduló részvétele | Az első forduló részvétele | Az első forduló részvétele | Az első forduló részvétele | Az első forduló részvétele | Az első forduló részvétele | Az első forduló részvétele | Az első forduló részvétele | Az első forduló részvétele | Az első forduló részvétele | Az első forduló részvétele |
|                            | 09.18.                     | 09.20.                     | 09.21.                     | 09.22.                     | 09.23.                     | 09.24.                     | 09.25.                     | 09.26.                     | 09.27.                     | 09.28.                     | Összesen                   |
| -------------------------- | -------------------------- | -------------------------- | -------------------------- | -------------------------- | -------------------------- | -------------------------- | -------------------------- | -------------------------- | -------------------------- | -------------------------- | -------------------------- |
| Személyesen                | 4 008                      | 62 313                     | 69 336                     | 57 806                     | 63 006                     | 60 298                     | 70 122                     | 55 527                     | 34 421                     | 34 192                     | 511 029                    |
| Online                     | 803                        | 4 642                      | 3 468                      | 3 902                      | 8 315                      | 14 423                     | 19 080                     | 20 020                     | 23 124                     | 25 005                     | 122 782                    |
| Összesen                   | 4 811                      | 66 955                     | 72 804                     | 61 708                     | 71 321                     | 74 721                     | 89 202                     | 75 547                     | 57 545                     | 59 197                     | 633 811                    |

#### Miniszterelnök-jelöltek[367]
| Jelölt                 | Jelölt                                                                                                 | Szavazatok | Arány   |
| ---------------------- | --- | ---------- | ------- |
|                        | Dobrev Klára (Demokratikus Koalíció, Liberálisok)                                                      | 214 319    | 34,76%  |
|                        | Karácsony Gergely (Párbeszéd Magyarországért, Magyar Szocialista Párt, LMP – Magyarország Zöld Pártja) | 168 396    | 27,31%  |
|                        | Márki-Zay Péter (Mindenki Magyarországa Mozgalom, Új Világ Néppárt)                                    | 125 944    | 20,43%  |
|                        | Jakab Péter (Jobbik Magyarországért Mozgalom)                                                          | 86 909     | 14,10%  |
|                        | Fekete-Győr András (Momentum Mozgalom)                                                                 | 20 944     | 3,40%   |
|                        | |            |         |
| Érvényes szavazatok    | Érvényes szavazatok                                                                                    | 616 512    | 97,27%  |
| Érvénytelen szavazatok | Érvénytelen szavazatok                                                                                 | 17 299     | 2,73%   |
| Összes szavazat        | Összes szavazat                                                                                        | 633 811    | 100,00% |

#### Egyéni választókerületek

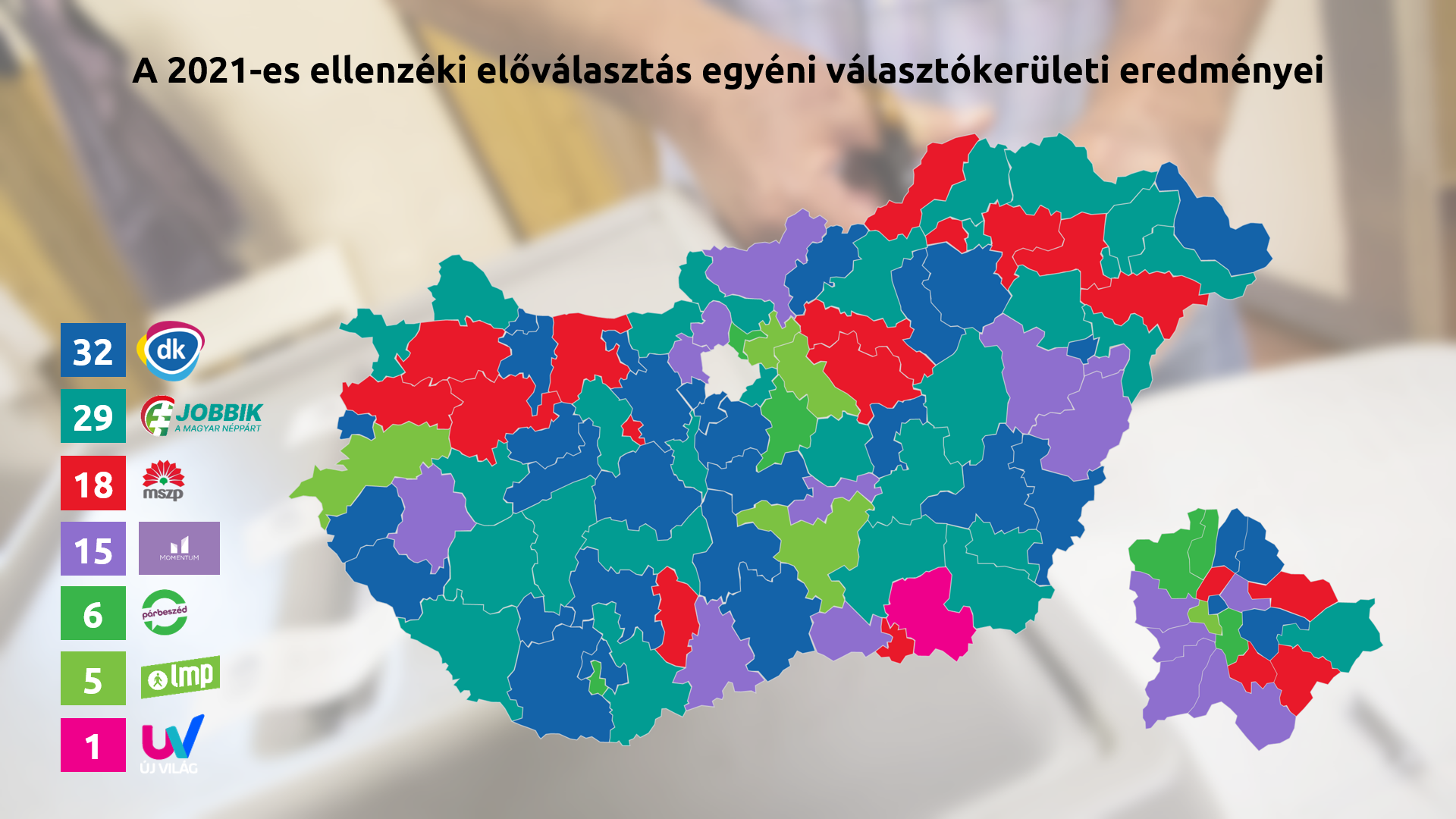
A 2021-es magyarországi ellenzéki előválasztás választókerületi eredményei

| Párt                   | Párt                            | Szavazatok | Arány   | Választókerületek |
| ---------------------- | ------------------------------- | ---------- | ------- | ----------------- |
|                        | Demokratikus Koalíció           | 162 077    | 26,90%  | 32                |
|                        | Jobbik Magyarországért Mozgalom | 127 152    | 21,10%  | 29                |
|                        | Magyar Szocialista Párt         | 95 137     | 15,79%  | 18                |
|                        | Momentum Mozgalom               | 130 678    | 21,69%  | 15                |
|                        | Párbeszéd Magyarországért       | 38 825     | 6,44%   | 6                 |
|                        | LMP – Magyarország Zöld Pártja  | 31 500     | 5,23%   | 5                 |
|                        | Új Világ Néppárt                | 17 175     | 2,85%   | 1                 |
|                        |                                 |            |         |                   |
| Érvényes szavazatok    | Érvényes szavazatok             | 602 544    | 100,00% |                   |
| Érvénytelen szavazatok | Érvénytelen szavazatok          | 0          | 0%      |                   |
| Összes szavazat        | Összes szavazat                 | 602 544    | 100,00% |                   |

| Megye                  | Választókerület | Választókerület      | Győztes                                                              | Elért eredmény   | Elért eredmény    |
| Megye                  | Sorszám         | Város                | Győztes                                                              | Szavazatok száma | Szavazatok aránya |
| ---------------------- | --------------- | -------------------- | -------------------------------------------------------------------- | ---------------- | ----------------- |
| Budapest               | 1.              | I-V-VIII-IX. kerület | Csárdi Antal (LMP, DK, Jobbik, MSZP, Párbeszéd, ÚK, ÚVNP)            | 5437             | 60%               |
| Budapest               | 2.              | XI. kerület          | Orosz Anna (Momentum, MSZP, Párbeszéd, MMM)                          | 8445             | 68,96%            |
| Budapest               | 3.              | XII. kerület         | Hajnal Miklós (Momentum, Jobbik, MSZP, Párbeszéd, ÚK)                | 5381             | 45,98%            |
| Budapest               | 4.              | II-III. kerület      | Tordai Bence (Párbeszéd)                                             | 6967             | 67,04%            |
| Budapest               | 5.              | VI-VII. kerület      | Oláh Lajos (DK)                                                      | 4221             | 45,51%            |
| Budapest               | 6.              | VIII-IX. kerület     | Jámbor András (Párbeszéd, Szikra Mozgalom, MSZP)                     | 3626             | 41,60%            |
| Budapest               | 7.              | XIII. kerület        | Hiszékeny Dezső (MSZP, Párbeszéd, LMP, Jobbik, MMM)                  | 7797             | 55,46%            |
| Budapest               | 8.              | XIV. kerület         | Hadházy Ákos (Momentum, MMM, Civil Zugló Egyesület)                  | 11070            | 80,72%            |
| Budapest               | 9.              | X-XIX. kerület       | Arató Gergely (DK, Jobbik, Liberálisok, MMM)                         | 3571             | 43,56%            |
| Budapest               | 10.             | III. kerület         | Szabó Tímea (DK, Jobbik, LMP, MMM, Momentum, MSZP-Párbeszéd)         | 9033             | 100%              |
| Budapest               | 11.             | IV. kerület.         | Varju László (DK, Jobbik, MMM, Momentum, MSZP-Párbeszéd)             | 9854             | 100%              |
| Budapest               | 12.             | XV. kerület          | Barkóczi Balázs (DK, Jobbik, MSZP, Párbeszéd, LMP, Liberálisok)      | 6162             | 71,64%            |
| Budapest               | 13.             | XVI. kerület         | Vajda Zoltán (MSZP, Párbeszéd, LMP, ÚK, MMM, MARÉG)                  | 4328             | 42,57%            |
| Budapest               | 14.             | XVII. kerület        | Szilágyi György (Jobbik, LMP, Momentum, DK, ÚVNP, MMM)               | 5132             | 62,36%            |
| Budapest               | 15.             | XVIII. kerület       | Kunhalmi Ágnes (MSZP, Párbeszéd, LMP, Jobbik, Momentum)              | 6295             | 68,67%            |
| Budapest               | 16.             | XX. kerület          | Hiller István (MSZP, Párbeszéd, DK, LMP, Jobbik, Momentum)           | 6935             | 84,42%            |
| Budapest               | 17.             | XXI-XXIII. kerület   | Szabó Szabolcs (Momentum, Jobbik, ÚK, MMM)                           | 5550             | 65,07%            |
| Budapest               | 18.             | XXII. kerület        | Tóth Endre (Momentum, Jobbik, MMM, ÚVNP)                             | 5706             | 50,32%            |
| Bács-Kiskun            | 19.             | Kecskemét            | Szőkéné Kopping Rita (DK, Momentum, Liberálisok)                     | 1669             | 51,69%            |
| Bács-Kiskun            | 20.             | Kecskemét            | Bodrozsán Alexandra (Momentum, DK, Liberálisok, ÚK, MMM)             | 2798             | 54,11%            |
| Bács-Kiskun            | 21.             | Kalocsa              | Magóné Tóth Gyöngyi (DK, Momentum, Liberálisok, MMM)                 | 2685             | 57,78             |
| Bács-Kiskun            | 22.             | Kiskunfélegyháza     | Kis-Szeniczey Kálmán (DK, Momentum, Liberálisok, MMM)                | 2425             | 100%              |
| Bács-Kiskun            | 23.             | Kiskunhalas          | Horváth Roland Károly (DK, Liberálisok, MMM)                         | 1868             | 55,91%            |
| Bács-Kiskun            | 24.             | Baja                 | Kiss László (Momentum, MSZP, Párbeszéd)                              | 1327             | 34,31%            |
| Baranya                | 25.             | Pécs                 | Mellár Tamás (Párbeszéd, MSZP, Jobbik, LMP, MMM)                     | 4563             | 54,78%            |
| Baranya                | 26.             | Pécs                 | Szakács László (DK, Jobbik)                                          | 3695             | 51,31%            |
| Baranya                | 27.             | Mohács               | Schwarcz-Kiefer Patrik (Jobbik, MSZP, Párbeszéd, LMP, MMM)           | 1999             | 59,58%            |
| Baranya                | 28.             | Szigetvár            | Szarkándi Lajosné (DK, Liberálisok)                                  | 1392             | 37,64%            |
| Békés                  | 29.             | Békéscsaba           | Stummer János (Jobbik, DK, Momentum, LMP, MMM)                       | 4621             | 77,74%            |
| Békés                  | 30.             | Békés                | Kondé Gábor (DK)                                                     | 1252             | 45,98%            |
| Békés                  | 31.             | Gyula                | Leel-Őssy Gábor (MSZP, Párbeszéd, Liberálisok)                       | 2348             | 58,02%            |
| Békés                  | 32.             | Orosháza             | Szabó Ervin (Jobbik, DK, LMP, ÚVNP, MMM)                             | 3696             | 62,55%            |
| Borsod-Abaúj-Zemplén   | 33.             | Miskolc              | Szilágyi Szabolcs (Jobbik, DK, LMP, Momentum, ÚVNP, MMM)             | 4258             | 55,81%            |
| Borsod-Abaúj-Zemplén   | 34.             | Miskolc              | Varga László (MSZP, Párbeszéd, Momentum, LMP)                        | 4089             | 53,89%            |
| Borsod-Abaúj-Zemplén   | 35.             | Ózd                  | Kiss Sándor (Párbeszéd)                                              | 2734             | 52,07%            |
| Borsod-Abaúj-Zemplén   | 36.             | Kazincbarcika        | Üveges Gábor (Jobbik, DK, LMP, ÚVNP, MMM)                            | 2980             | 66,31%            |
| Borsod-Abaúj-Zemplén   | 37.             | Sátoraljaújhely      | Erdei Sándor Zsolt (Jobbik, LMP, DK, MMM, ÚK)                        | 2094             | 69,96%            |
| Borsod-Abaúj-Zemplén   | 38.             | Tiszaújváros         | Jézsó Gábor (MSZP)                                                   | 3052             | 100%              |
| Borsod-Abaúj-Zemplén   | 39.             | Mezőkövesd           | Sermer Ádám (DK, Liberálisok)                                        | 1556             | 56,13%            |
| Csongrád-Csanád        | 40.             | Szeged               | Szabó Sándor (MSZP, Párbeszéd, Momentum, LMP, MMM)                   | 6588             | 73,17%            |
| Csongrád-Csanád        | 41.             | Szeged               | Mihálik Edvin Máté (Momentum, MSZP, Párbeszéd)                       | 3417             | 50,35%            |
| Csongrád-Csanád        | 42.             | Szentes              | Szűcs Ildikó (Jobbik, DK, LMP, ÚK)                                   | 2786             | 54,21%            |
| Csongrád-Csanád        | 43.             | Hódmezővásárhely     | Márki-Zay Péter (MMM, ÚVNP, Párbeszéd)                               | 5070             | 81,67%            |
| Fejér                  | 44.             | Székesfehérvár       | Márton Roland (MSZP, Párbeszéd, LMP)                                 | 3057             | 55,61%            |
| Fejér                  | 45.             | Székesfehérvár       | Fazakas Attila (Jobbik, DK, LMP, MSZP, Párbeszéd, MMM)               | 3189             | 91,17%            |
| Fejér                  | 46.             | Bicske               | Balázs Péter (DK, Jobbik, Párbeszéd, LMP, MSZP, Liberálisok)         | 2823             | 67,23%            |
| Fejér                  | 47.             | Dunaújváros          | Kálló Gergely (Jobbik, DK, LMP, MSZP, Párbeszéd, MMM)                | 5349             | 83,76%            |
| Fejér                  | 48.             | Sárbogárd            | Kertész Éva (DK, Liberálisok, Jobbik, MSZP, Párbeszéd)               | 1787             | 72,91%            |
| Győr-Moson-Sopron      | 49.             | Győr                 | Jancsó Zita (DK, Jobbik, Liberálisok)                                | 2972             | 54,16%            |
| Győr-Moson-Sopron      | 50.             | Győr                 | Gasztonyi László (DK, LMP, Liberálisok)                              | 2444             | 52,03%            |
| Győr-Moson-Sopron      | 51.             | Csorna               | Kovácsné Varga Ildikó (MSZP, Párbeszéd, DK)                          | 1630             | 61,19%            |
| Győr-Moson-Sopron      | 52.             | Sopron               | Brenner Koloman (Jobbik, LMP, DK, Momentum, MMM, ÚVNP)               | 3237             | 72,21%            |
| Győr-Moson-Sopron      | 53.             | Mosonmagyaróvár      | Magyar Zoltán (Jobbik, LMP, DK, MSZP, Párbeszéd)                     | 3363             | 77,6%             |
| Hajdú-Bihar            | 54.             | Debrecen             | Varga Zoltán (DK, Liberálisok)                                       | 2758             | 44,61%            |
| Hajdú-Bihar            | 55.             | Debrecen             | Mándi László (Momentum, MSZP, Párbeszéd, Jobbik, LMP, MMM)           | 2945             | 40,61%            |
| Hajdú-Bihar            | 56.             | Debrecen             | Salamon Gergő (Jobbik, LMP)                                          | 1303             | 35,67%            |
| Hajdú-Bihar            | 57.             | Berettyóújfalu       | Szántai László (Momentum, Jobbik, LMP)                               | 1087             | 44,59%            |
| Hajdú-Bihar            | 58.             | Hajdúszoboszló       | Kiss László (Momentum, Jobbik, LMP, ÚK, ÚVNP, MMM)                   | 1655             | 54,49%            |
| Hajdú-Bihar            | 59.             | Hajdúböszörmény      | Hegedüs Péter (Jobbik, LMP, Momentum, MSZP, Párbeszéd, ÚK, MMM)      | 2118             | 41%               |
| Heves                  | 60.             | Eger                 | Berecz Mátyás (DK, LMP, Liberálisok, Jobbik)                         | 3941             | 72,34%            |
| Heves                  | 61.             | Gyöngyös             | Dudás Róbert (Jobbik, LMP, DK, Momentum, ÚVNP, MMM)                  | 4781             | 100%              |
| Heves                  | 62.             | Hatvan               | Korózs Lajos (MSZP, Párbeszéd, DK)                                   | 2240             | 54,46%            |
| Jász-Nagykun-Szolnok   | 63.             | Szolnok              | Sziráki Pál (DK, Liberálisok, JOBBIK, MMM)                           | 4092             | 63,83%            |
| Jász-Nagykun-Szolnok   | 64.             | Jászberény           | Kertész Ottó (MSZP, Párbeszéd, LMP, Jobbik)                          | 1627             | 58,78%            |
| Jász-Nagykun-Szolnok   | 65.             | Karcag               | Lukács László György (Jobbik, MSZP, LMP, Párbeszéd, MMM)             | 3121             | 80,07%            |
| Jász-Nagykun-Szolnok   | 66.             | Törökszentmiklós     | Csányi Tamás (Jobbik, DK, LMP, Momentum, MMM)                        | 4135             | 100%              |
| Komárom-Esztergom      | 67.             | Tatabánya            | Konczer Erik (DK, Jobbik, Liberálisok)                               | 4299             | 66,64%            |
| Komárom-Esztergom      | 68.             | Esztergom            | Nunkovics Tibor (Jobbik, DK, LMP, MMM)                               | 4841             | 100%              |
| Komárom-Esztergom      | 69.             | Komárom              | Nemes Andrea (MSZP, Párbeszéd, Momentum, MMM)                        | 3223             | 57,05%            |
| Nógrád                 | 70.             | Salgótarján          | Godó Beatrix (DK, Jobbik)                                            | 2611             | 56,93%            |
| Nógrád                 | 71.             | Balassagyarmat       | Gyenes Szilárd (Momentum, DK, Jobbik, MSZP, Párbeszéd, ÚK, LMP, MMM) | 2240             | 100%              |
| Pest                   | 72.             | Érd                  | Bősz Anett (DK, Liberálisok, Jobbik, MMM)                            | 5586             | 60,79%            |
| Pest                   | 73.             | Budakeszi            | Szél Bernadett (Momentum, MSZP, Párbeszéd, Jobbik, MMM)              | 10182            | 81,32%            |
| Pest                   | 74.             | Szentendre           | Buzinkay György (Momentum, MSZP, Párbeszéd, ÚK)                      | 3313             | 37,44%            |
| Pest                   | 75.             | Vác                  | Inotay Gergely (Jobbik, LMP, MSZP, Párbeszéd, ÚK, MMM)               | 2766             | 48,48%            |
| Pest                   | 76.             | Dunakeszi            | Dorosz Dávid (Párbeszéd, LMP, MSZP, Momentum, Jobbik)                | 6510             | 62,73%            |
| Pest                   | 77.             | Gödöllő              | Hohn Krisztina (LMP, Jobbik, MSZP, Párbeszéd, ÚK, MMM)               | 3348             | 44,51%            |
| Pest                   | 78.             | Vecsés               | Fricsovszky-Tóth Péter (Jobbik, DK, LMP, ÚK, MMM)                    | 4320             | 63,5%             |
| Pest                   | 79.             | Szigetszentmiklós    | Jószai Teodóra (DK, Momentum, Liberálisok)                           | 4102             | 51,17%            |
| Pest                   | 80.             | Nagykáta             | Schmuck Erzsébet (LMP, DK, Jobbik, MSZP, Párbeszéd, ÚK, ÚVNP, MMM)   | 2685             | 100%              |
| Pest                   | 81.             | Monor                | Gér Mihály (Párbeszéd, MSZP, LMP, Momentum, Jobbik)                  | 2771             | 69,94%            |
| Pest                   | 82.             | Dabas                | Jánosi-Lesi Ágota (DK, Liberálisok, Jobbik)                          | 2376             | 55,62%            |
| Pest                   | 83.             | Cegléd               | Zágráb Nándor (Jobbik, Momentum, LMP, DK, ÚVNP, MMM)                 | 2645             | 73,7%             |
| Somogy                 | 84.             | Kaposvár             | Varga István (DK, MSZP, Párbeszéd, Liberálisok)                      | 2844             | 57,64%            |
| Somogy                 | 85.             | Barcs                | Ander Balázs (Jobbik, LMP, Momentum, MMM)                            | 2828             | 77,52%            |
| Somogy                 | 86.             | Marcali              | Steinmetz Ádám (Jobbik, LMP, MSZP, Párbeszéd, MMM)                   | 2464             | 100%              |
| Somogy                 | 87.             | Siófok               | Potocskáné Kőrösi Anita (Jobbik, LMP, MSZP, Párbeszéd, ÚVNP, MMM)    | 2984             | 66,06%            |
| Szabolcs-Szatmár-Bereg | 88.             | Nyíregyháza          | Lengyel Máté (Jobbik, MSZP, P, LMP, DK, ÚVNP, MMM)                   | 4463             | 80,18%            |
| Szabolcs-Szatmár-Bereg | 89.             | Nyíregyháza          | Aranyos Gábor (MSZP, Párbeszéd, Momentum, DK)                        | 1389             | 48,58%            |
| Szabolcs-Szatmár-Bereg | 90.             | Kisvárda             | Tóth Viktor (Jobbik, LMP, Momentum, MMM)                             | 1409             | 59,73%            |
| Szabolcs-Szatmár-Bereg | 91.             | Vásárosnamény        | Sápi Mónika (DK, Momentum, Liberálisok, MMM, Új Kezdet)              | 1060             | 51,83%            |
| Szabolcs-Szatmár-Bereg | 92.             | Mátészalka           | Földi István (Jobbik, LMP, Momentum, ÚVNP, MMM)                      | 2225             | 66,9%             |
| Szabolcs-Szatmár-Bereg | 93.             | Nyírbátor            | Tóth Viktor (MSZP, Párbeszéd)                                        | 1255             | 40,26%            |
| Tolna                  | 94.             | Szekszárd            | Harangozó Tamás (MSZP, Párbeszéd, LMP, Momentum)                     | 2617             | 55,61%            |
| Tolna                  | 95.             | Dombóvár             | Szabó Loránd (DK, Liberálisok, MMM)                                  | 1609             | 58%               |
| Tolna                  | 96.             | Paks                 | Bencze János (Jobbik, LMP, MSZP, Párbeszéd, Momentum, MMM)           | 1423             | 55,28%            |
| Vas                    | 97.             | Szombathely          | Czeglédy Csaba (DK)                                                  | 3837             | 50,43%            |
| Vas                    | 98.             | Sárvár               | Hencz Kornél (MSZP, Párbeszéd, Jobbik, LMP)                          | 1411             | 47,41%            |
| Vas                    | 99.             | Körmend              | Bana Tibor (MMM, Közösen Vas Megyéért)                               | 2107             | 66,83%            |
| Veszprém               | 100.            | Veszprém             | Csonka Balázs (DK, Jobbik, LMP, Liberálisok, MMM)                    | 3689             | 66,95%            |
| Veszprém               | 101.            | Balatonfüred         | Benedek Szilveszter (DK, MSZP, Párbeszéd, LMP)                       | 2909             | 57,87%            |
| Veszprém               | 102.            | Tapolca              | Rig Lajos (Jobbik, DK, LMP, MMM, ÚVNP)                               | 3598             | 100%              |
| Veszprém               | 103.            | Pápa                 | Grőber Attila (MSZP, Párbeszéd, DK)                                  | 2042             | 64,09%            |
| Zala                   | 104.            | Zalaegerszeg         | Csidei Irén (DK)                                                     | 1928             | 40,63%            |
| Zala                   | 105.            | Keszthely            | Elekes István (Momentum, Jobbik, LMP)                                | 1280             | 39,30%            |
| Zala                   | 106.            | Nagykanizsa          | Horváth Jácint (DK, MSZP, Párbeszéd, Liberálisok)                    | 2956             | 65,59%            |

### Második forduló
A második fordulót eredetileg október 4-10. között tartották volna, azonban összesen három napos csúszással sikerült lezárni az első fordulót. A második fordulót október 10. és 16. között tartották. Az első forduló öt miniszterelnök-jelöltjéből hárman jutottak tovább, viszont október 1-jén bejelentették, hogy a második- és a harmadik helyezett (Karácsony Gergely és Márki-Zay Péter) közül egyikőjük kormányfőjelöltként, másikuk pedig kormányfőhelyettes-jelöltként folytatja a versenyt. Két nappal a második forduló előtt, október 8-án Karácsony Gergely bejelentette visszalépését.
| A második forduló részvétele | A második forduló részvétele | A második forduló részvétele | A második forduló részvétele | A második forduló részvétele | A második forduló részvétele | A második forduló részvétele | A második forduló részvétele | A második forduló részvétele |
|                              | 10.10.                       | 10.11.                       | 10.12.                       | 10.13.                       | 10.14.                       | 10.15.                       | 10.16.                       | Összesen                     |
| ---------------------------- | ---------------------------- | ---------------------------- | ---------------------------- | ---------------------------- | ---------------------------- | ---------------------------- | ---------------------------- | ---------------------------- |
| Személyesen                  | 63 223                       | 68 284                       | 77 432                       | 66 938                       | 75 475                       | 78 471                       | 88 380                       | 518 203                      |
| Online                       | 15 389                       | 16 497                       | 19 348                       | 18 770                       | 20 233                       | 23 525                       | 30 035                       | 143 797                      |
| Összesen                     | 78 612                       | 84 781                       | 96 780                       | 85 708                       | 95 708                       | 101 996                      | 118 415                      | 662 000                      |

| Jelölt                 | Jelölt                                                                        | Szavazatok   | Arány        |
| ---------------------- | ----------------------------------------------------------------------------- | ------------ | ------------ |
|                        | Márki-Zay Péter (Mindenki Magyarországa Mozgalom, Momentum, Új Világ Néppárt) | 371 560      | 56,71%       |
|                        | Dobrev Klára (Demokratikus Koalíció, Liberálisok)                             | 283 677      | 43,29%       |
|                        | Karácsony Gergely (Párbeszéd, MSZP, LMP)                                      | Visszalépett | Visszalépett |
|                        |                                                                               |              |              |
| Érvényes szavazatok    | Érvényes szavazatok                                                           | 655 237      | 98,93%       |
| Érvénytelen szavazatok | Érvénytelen szavazatok                                                        | 7116         | 1,07%        |
| Összes szavazat        | Összes szavazat                                                               | 662 353      | 100,00%      |

| Választókerület              | Márki-Zay Péter | Márki-Zay Péter | Dobrev Klára | Dobrev Klára | Érvényes szavazat | Érvénytelen szavazat | Összes szavazat |
| Választókerület              | Szavazatok      | Arány           | Szavazatok   | Arány        | Érvényes szavazat | Érvénytelen szavazat | Összes szavazat |
| ---------------------------- | --------------- | --------------- | ------------ | ------------ | ----------------- | -------------------- | --------------- |
| Budapest 1.                  | 18 801          | 76,22%          | 5 865        | 23,78%       | 24 666            | 215                  | 24 881          |
| Budapest 2.                  | 16 391          | 72,76%          | 6 135        | 27,24%       | 22 526            | 102                  | 22 628          |
| Budapest 3.                  | 5 692           | 80,42%          | 1 386        | 19,58%       | 7 078             | 51                   | 7129            |
| Budapest 4.                  | 6 102           | 75,75%          | 1 953        | 24,25%       | 8 055             | 91                   | 8 146           |
| Budapest 5.                  | 11 465          | 72,14%          | 4 427        | 27,86%       | 15 892            | 101                  | 15 993          |
| Budapest 6.                  | 9 691           | 72,50%          | 3 676        | 27,50%       | 13367             | 156                  | 12 523          |
| Budapest 7.                  | 10 739          | 64,81%          | 5 830        | 35,19%       | 16 569            |                      |                 |
| Budapest 8.                  | 12 255          | 66,18%          | 6 262        | 33,82%       | 18 517            | 166                  | 18 683          |
| Budapest 9.                  | 4 988           | 51,96%          | 4 661        | 48,31%       | 9 649             |                      |                 |
| Budapest 10.                 | 8 611           | 58,91%          | 6 007        | 41,09%       | 14 618            | 326                  | 14 944          |
| Budapest 11.                 | 6 238           | 54,15%          | 5 282        | 45,85%       | 11 520            | 108                  | 11 628          |
| Budapest 12.                 | 4 085           | 49,82%          | 4 114        | 50,18%       | 8 199             | 36                   | 8 235           |
| Budapest 13.                 | 6232            | 61,54%          | 3895         | 38,46%       | 10127             |                      |                 |
| Budapest 14.                 | 4 719           | 53,97%          | 4 025        | 46,03%       | 8 744             |                      |                 |
| Budapest 15.                 | 4 448           | 52,10%          | 4 090        | 47,90%       | 8 538             |                      |                 |
| Budapest 16.                 | 4 979           | 53,53%          | 4 323        | 46,47%       | 9 302             | 157                  | 9 459           |
| Budapest 17.                 | 4 530           | 50,24%          | 4 486        | 49,76%       | 9 016             |                      |                 |
| Budapest 18.                 | 5 914           | 63,96%          | 3 329        | 36,02%       | 9 243             | 59                   | 9 302           |
| Bács-Kiskun megye            | 12 407          | 52,09%          | 11 410       | 47,91%       | 23 817            | 155                  | 23 972          |
| Baranya megye                | 11 518          | 49,26%          | 11 863       | 50,74%       | 23 381            | 219                  | 23600           |
| Békés megye                  | 8 699           | 52,98%          | 7 720        | 47,02%       | 16 419            |                      |                 |
| Borsod-Abaúj-Zemplén megye   | 12 674          | 43,28%          | 16 610       | 56,72%       | 29 284            |                      |                 |
| Csongrád-Csanád megye        | 21 769          | 65,51%          | 11 461       | 34,49%       | 33 230            | 317                  | 33 547          |
| Fejér megye                  | 11 416          | 51,99%          | 10 540       | 48,01%       | 21 956            | 231                  | 22 187          |
| Győr-Moson-Sopron            | 13 767          | 56,46%          | 10 616       | 43,54%       | 24383             | 266                  | 24 649          |
| Hajdú-Bihar megye            | 13 975          | 54,20%          | 11 811       | 45,80%       | 25 786            | 639                  | 26 425          |
| Heves megye                  | 6 746           | 46,87%          | 7 647        | 53,13%       | 14 393            | 74                   | 14 467          |
| Jász-Nagykun-Szolnok megye   | 7 721           | 47,78%          | 8 438        | 52,22%       | 16 159            | 102                  | 16261           |
| Komárom-Esztergom megye      | 8 052           | 44,68%          | 9 970        | 55,32%       | 18 022            | 243                  | 18 265          |
| Nógrád megye                 | 2 953           | 39,82%          | 4 462        | 60,18%       | 7 415             | 74                   | 7 489           |
| Pest megye                   | 51 044          | 58,25%          | 36 579       | 41,75%       | 87 623            |                      |                 |
| Somogy megye                 | 6 802           | 44,03%          | 8 542        | 55,67%       | 15 344            |                      |                 |
| Szabolcs-Szatmár-Bereg megye | 7 902           | 46,92%          | 8 941        | 53,08%       | 16 843            |                      |                 |
| Tolna megye                  | 5 017           | 47,68%          | 5 504        | 52,31%       | 10 521            | 101                  | 10 622          |
| Vas megye                    | 7 227           | 53,68%          | 6 235        | 46,32%       | 13 462            | 147                  | 13 609          |
| Veszprém megye               | 32 013          | 67,51%          | 15 406       | 32,49%       | 47 419            | 215                  | 47 634          |
| Zala megye                   | 6 777           | 49,21%          | 6 992        | 50,78%       | 13 769            | 77                   | 13 846          |